# Vương Chí (nhà Lương)
Vương Chí (chữ Hán: 王志, 460 – 513), tự Thứ Đạo, người Lâm Nghi, Lang Da, quan viên, nhà thư pháp phục vụ các chánh quyền Lưu Tống, Nam Tề, Lương thời Nam Bắc triều trong lịch sử Trung Quốc.

## Thân thế
Chí là thành viên của sĩ tộc họ Vương quận Lang Da, cháu 6 đời của thừa tướng Vương Đạo. Ông nội là Tả Quang lộc đại phu, Dự Ninh Văn hầu Vương Đàm Thủ nhà Lưu Tống (Đàm Thủ là em trai của Vương Hoằng). Cha là Tư không Vương Tăng Kiền nhà Nam Tề – con trai thứ của Vương Đàm Thủ (Tăng Kiền là em trai của Vương Tăng Xước). Chí là con trai thứ hai của Vương Tăng Kiền, có anh trai là Quan quân tướng quân, Lư Lăng vương Trung quân trưởng sử Vương Từ, em trai là Thái trung đại phu Vương Tiếp (hay Vương Ấp) , Lại bộ thượng thư, Bí thư giám Vương Bân và Bí thư lang Vương Tịch.

## Sự nghiệp

### Phục vụ nhà Lưu Tống – Nam Tề
Chí lên 9 tuổi thì mẹ ruột mất, đau buồn đến gầy gò, khiến mọi người lấy làm lạ. Đến tuổi trưởng thành, Chí được lấy An Cố công chúa của Lưu Tống Hiếu Vũ đế làm vợ, bái làm Phò mã đô úy, Bí thư lang. Chí dần được thăng làm Thái úy Hành tham quân, rồi làm Thái tử xá nhân, sau đó làm Vũ Lăng vương Văn học. Trữ Uyên làm Tư đồ, tiến dẫn Chí làm Chủ bộ, nói với Vương Tăng Kiền: "Ơn của triều đình, vốn là đặc thù, đáng lẽ quang vinh, lại khiến con của ngài chịu khuất."
Chí dần được thăng đến Trấn bắc Cánh Lăng vương Công tào sử, An Lục, Nam Quận 2 vương Hữu. Tiếp đó Chí được về triều làm Trung thư thị lang, ít lâu sau được trừ làm Tuyên Thành nội sử. Chí ở chức liêm khiết, cẩn thận lại có ân huệ. Dân trong quận là Trương Nghê, Ngô Khánh tranh ruộng, nhiều năm không xong; phụ lão bèn nói với họ: "Vương phủ quân có đức chánh, quê nhà chúng ta mới có tranh chấp như thế này!" Nghê, Khánh bèn dắt nhau xin nhận tội, đem mảnh đất ấy làm Gian điền . Sau đó Chí được trưng bái làm Hoàng môn thị lang, ít lâu được thăng làm Lại bộ thị lang, rồi ra làm Ninh sóc tướng quân, Đông Dương thái thú. Quận có hơn 10 tù nhân tội nặng, ngày Đông chí đều được Chí cho về nhà, qua tiết đều trở lại, chỉ có một người trễ hẹn. Ngục tư lo lắng, Chí nói: "Đây là việc do thái thú gây ra, anh chớ nghĩ ngợi." Sáng hôm sau, kẻ ấy quả nhiên tự trở về ngục, cho biết vợ có chửa; quan dân lại càng khâm phục ông. Chí ở quận 3 năm, đến năm Vĩnh Minh thứ 2 (484) thời Nam Tề Vũ đế, được về triều làm Thị trung, chưa bái chức, chuyển làm Lại bộ thượng thư. Trong việc tuyển chọn quan lại, Chí được khen là hợp lý. Sau cuộc nổi dậy của Thôi Huệ Cảnh, Chí theo lệ được gia hiệu Hữu quân tướng quân, phong Lâm Nhữ hầu, cố từ chối không nhận, được đổi làm Lĩnh hữu vệ tướng quân.

### Phục vụ nhà Lương
Tiêu Diễn dấy binh, Tề đế Tiêu Bảo Quyển bị nội phản mà chết, trăm quan ghi danh gởi đầu ông ta ra thành. Chí nghe được việc ấy thì than rằng: "Nhà vua dẫu xấu xa, sao nỡ quá đáng như thế?" Nhân đó Chí lấy lá cây trong đình che thây của Tề đế, rồi tỏ ra buồn bực không chịu ghi tên. Tiêu Diễn xem danh sách không thấy tên Chí, trong lòng khen ngợi, chẳng hề trách mắng. Tiêu Diễn nắm quyền, lấy Chí làm Hữu quân tướng quân, Phiêu kỵ đại tướng quân Trưởng sử. Tiêu Diễn soán ngôi, thăng Chí làm Tán kỵ thường thị, Trung thư lệnh.
Năm Thiên Giám đầu tiên (502), Chí được lấy bản quan để lĩnh hiệu Tiền quân tướng quân. Năm ấy, Chí được thăng làm Quan quân tướng quân, Đan Dương doãn. Chí trị lý thanh tĩnh, tránh phiền hà. Kinh sư có quả phụ không có con, mẹ chồng mất, vay mượn để chôn cất, sau tang lễ thì không có cách gì trả nợ. Chí thương xót, lấy tiền lương của mình trả thay. Gặp năm đói kém, mỗi sớm Chí nấu cháo ở cửa quận để cấp cho trăm họ, được dân chúng khen ngợi không tiếc lời.
Năm thứ 3 (504), Chí được làm Tán kỵ thường thị, Trung thư lệnh, lĩnh hiệu Du kích tướng quân. Chí được làm đến Kinh doãn, liền muốn nghỉ hưu, thường nói với con cháu (tử chất) rằng: "Tạ Trang vào thời (Lưu) Tống Hiếu Vũ đế, vị chỉ đến Trung thư lệnh, tôi tự thấy đã vượt qua ông ấy rồi!" Đến nay Chí được trở lại chức Trung thư lệnh, bèn nhiều lần xưng bệnh, hạn chế gặp gỡ khách khứa. Sau đó Chí được thăng làm Tiền tướng quân, Thái Thường khanh.
Năm thứ 6 (507), Chí được ra làm Vân huy tướng quân, An tây Thủy Hưng vương Trưởng sử, Nam Quận thái thú. Năm thứ 7 (508), Chí được thăng làm Quân sư tướng quân, Bình tây Bà Dương quận vương Trưởng sử, Giang Hạ thái thú, còn được gia trật là Trung nhị thiên thạch. Năm thứ 9 (510), Chí được thăng làm Tán kỵ thường thị, Kim tử Quang lộc đại phu. Năm thứ 12 (513), Chí mất, hưởng thọ 54 tuổi.
Năm Phổ Thông thứ 4 (523), gia đình cải táng cho Chí, Lương Vũ đế ban đồ phúng hậu, truy thụy là An.

## Thư pháp
Chí giỏi viết kiểu Thảo – Lệ, đương thời lấy làm phép tắc. Nhà thư pháp nổi tiếng đời Nam Tề là Du kích tướng quân Từ Hi Tú thường gọi Chí là Thư thánh.

## Tính cách
Sĩ tộc họ Vương quận Lang Da nhiều đời sống ở ngõ (hạng) Mã Phẩn  trong làng (lý) Cấm Trung thuộc kinh đô Kiến Khang (sĩ tộc họ Tạ quận Trần sống ở ngõ Ô Y), từ thế hệ của Vương Tăng Kiền về sau, truyền thống gia đình ngày càng khoan dung, riêng Chí rất đôn hậu. Chí làm quan nhiều năm, không hề bắt lấy lỗi để đàn hặc người ta. Khách khứa ghé chơi nhà của Chí, chưa nghe ông nói đến cái sai của ai, mà chỉ khen cái hay của họ. Anh em, con cháu của Chí đều thuần hậu, khiêm tốn, nên người đương thời khen nhà họ Vương ở ngõ Mã Phẩn là bậc trưởng giả.

## Hậu nhân
Chí có năm con trai: Tập, Hưu, Nhân, Thao, Tố.